# 阿部豪一
阿部 豪一（あべ ひでかず、昭和16年（1941年）4月1日 - ）は日本の洋画家、現代アート作家。板のパネルに金属質の被膜、銀紙等を張り、エッチングナイフで削って下絵を描いた後、油絵の具で仕上げるオイルエッチング画の発案者。ギャラリーあべ主宰。オイルエッチング画「なかよし」シリーズが有名。
山形県出身、渋谷区立富谷小学校卒業、渋谷区立上原中学校卒業、神奈川県大和市在住。
クラシックを中心としたコンサートと社交の場「成人誕生日会」を月次に開催、好評を得ている。
Mixiでも愛称（あべひで）で活躍していて、才能を更に開花させている。

## 経歴
- 1941年：山形県に生まれる。
- 1966年：東京ヒルトンホテル　フランネルギャラリー小品展
- 1967年：米国シアーズ・ロバック作品買い上げ。ヨーロッパ企画展出品（フランス・ドイツ・ノルウェー・スウェーデン・デンマーク 他）六本木梅花亭ギャラリー個展
- 1979年：米国、ハワイ、House of Art 個展。ハワイKIKU TV 出演。
- 1980年：米国、ブルックリン大学グループ展
- 1981年：麹町、日本美術会館個展
- 1982年：サロン・ドートンヌ、ル・サロン出品。渋谷、ギャラリーL画業20周年記念展
- 1983年：渋谷、NHK放送センター個展
- 1984年：渋谷、橋本画廊個展。埼玉近代美術館連展出品
- 1985年：東京都美術館連展出品
- 1986年：世田谷、ギャラリーあべ個展
- 1987年：大和、花の画房個展。大和、つきみ野文化会館個展
- 1988年：町田、高原書店美術サロン個展
- 1989年：町田、高原書店美術サロン個展。大和、つきみ野文化会館個展（絵と音楽と朗読）
- 1990年：松本、IAC美術展、国際美術審議会賞（フランス）受賞。ヨーロッパスケッチ旅行（フランス・スイス・イタリア・スペイン・ポルトガル・モロッコ・シンガポール）
- 1991年：晴海・東京国際見本市会場、第一回東京インターナショナルアートショー（TIAS）東館にて個展。松本、IAC美術展にて、郵政大臣賞。
- 1992年：第一回東京ガス　リビングアート・コンペテション入賞。晴海、東京国際見本市会場、第二回東京インターナショナルアートショー（TIAS）個展。ペルー美術賞展出品。大和市つきみ野に現代アート ギャラリー開設。
- 1993年：岐阜、白峰展にて、厚生大臣賞。オイル・エッチング画創案者として「美術年鑑」で紹介される。
- 1994年：第一回アカデミーオリンピアYAMATO開催
- 2005年：大和市中央林間に「ギャラリーあべ」を開設。大阪ポテトチップス大賞受賞。ギャラリーあべ内で「成人誕生日会」をスタート。
- 2006年：山形さくらんぼテレビジョン　SAYスーパーニュース「山形元気大図鑑」に出演。
- 2007年：「連なる」作詞、相模経済新聞にコラム連載開始、国際公募アート未来展（国立新美術館）出品、阿部豪一新作展 、ミク友と・僕の仲間たち展。
- 2009年：テレビ神奈川「TVKニュースハーバー」に出演、やまと街中お気に入りお店大賞受賞、FMやまとでラジオ番組を開始。
- 2010年：やまと街中お気に入りお店大賞受賞、JCOM-TVに出演。
- 2012年：第百回成人誕生日会。